# Sympycnus convergens
Sympycnus convergens är en tvåvingeart som beskrevs av Negrobov 1973. Sympycnus convergens ingår i släktet Sympycnus och familjen styltflugor. Inga underarter finns listade i Catalogue of Life.